# Cyanidiaceae
Cyanidiacées
Famille
Genres de rang inférieur
- Cyanidium
- Cyanidioschyzon
- Pluto

La famille des Cyanidiaceae (ou Cyanidiacées) est une famille d’algues rouges unicellulaires de l’ordre des Cyanidiales.

## Étymologie
Le nom vient du genre type Cyanidium, dérivé de  κύανος / kýanos, bleu, et du diminutif "-ίδιον" / "-idiom" (du grec ειδψ / eidon, « avoir l'air de »), littéralement « ressemblant à du bleu », en référence à la pigmentation majoritairement bleue, bien qu'elle soit classée dans les algues rouges, de cette algue extrêmophile.

## Liste des genres
Selon AlgaeBase (3 août 2013) :
- Cyanidioschyzon P.De Luca, R.Taddei & L.Varano
- Cyanidium Geitler
- Pluto J.J.Copeland

Selon NCBI (3 août 2013) :
- Cyanidioschyzon
- Cyanidium
- Galdieria

Selon World Register of Marine Species (3 août 2013) :
- Cyanidioschyzon P.De Luca, R.Taddei & L.Varano, 1978
- Cyanidium Geitler, 1933
- Pluto J.J.Copeland, 1936
- Rhodococcus A.Hansgirg, 1884

NB : Rhodococcus A.Hansgirg, 1884 est un synonyme de Cyanidium.